# Kendice (przystanek kolejowy)
Kedice – przystanek kolejowy we wsi Kendice w powiecie Preszów w kraju preszowskim na Słowacji.